# Комета д'Арре
Комета д'Арре, позначення 6P/д'Арре (6P/d'Arrest) — комета із сім'ї Юпітера, яка була відкрита 28 червня 1851 року Генріхом Луї д'Арре. Абсолютна зоряна величина комети разом із комою становить 14.8m. Діаметр комети становить 3.2 км.
Очікується, що комета в жовтні й листопаді 2021 року досягне максимальної величини приблизно 9m при спостереженні увечері в північній півкулі.